# Nyctemera crassiantennata
Nyctemera crassiantennata là một loài bướm đêm thuộc phân họ Arctiinae, họ Erebidae.